# Фанті (держава)
Конфедерація Фанті (Фанте) — політичний союз міст-держав аканського народу фанті, що існував в XVIII — поч. XIX ст. і у 1868—1873 роках. Увійшов до складу британської колонії Золотий берег.

## Історія

### Перша конфедерація
За легендою племена фанті разом з іншими аканськими народами в XI ст. після занепаду імперії Вагаду мігрували на південь до Гвінейської затоки. На чолі з вождями Осоном, Одапаг'янм та Обономанкама мігрували уздовж узбережжя, де засновано перші вождества (омани).
У XVI ст. вождества фанті набули значного впливу вздовж прибережних районів, внаслідок чого почалися сутички з сусідніми аканськими вождествами племен сабу, аброн, акваму, ашанті. На початку XVIII ст. 20 вождіств фанті (Еджумако, Агона, Абора, Аганта, Гоамоа, Огуаа, Екумфі, Едіна, Асебу тощо) утворили союз (конфедерацію). Це збіглося з утворенням потужної конфедерації Ашанті та зміцненням європейських колоній. Останнє навіть розглядається як більш вагомий фактор.
Протягом XVIII ст. активно розширювалося за рахунок сусідніх вождеств, приєднавши Асебу, Кабестерра, Великий і Малий Акрон, Агона. Водночас Фанті стає союзником Великої Британії в боротьбі проти Голландії, союзником якої стає Ашанті.
У 1764 році після перемоги над державою Акім Конфедерація Фанті розпалася на Східний і Західний союзи, які відповідно очолили вождества Бороборо і Екумфі (19 оманів). З кінця XVIII ст. посилюються конфлікти Конфедерації Ашанті із Західною Конфедерацією Фанті через втручання правителів Конфедерації Фанті у внутрішні справи та обмеження ашантійських торгівців в отриманні вогнепальної зброї від європейців.
Піднесення Ашанті на початку XIX ст. призвела до боротьби за прибережні землі, що вилилося у відкриту вашанті-фанті війну 1806—1807 років, в якій Екумфі зазнало поразки, внаслідок чого Східний Союз увійшов до імперії Ашанті.
У 1814 році Екумфі за підтримки британців повстало й здобуло самостійність. Війна з Ашанті тривала з перервами до 1831 року. 1844 року 8 оманів фанті уклали угоду «бонд» про захист осіб та майна, який британці розглядали як домовленість про протекторат.

### Друга конфедерація
1867 року Нідерланди і Велика Британія підписали угоду про обмін фортами на узбережжі, внаслідок чого британці отримували форти на схід від річки Какум, а голландці — на захід від Какум, що розташовувалися в областях фанті. Це спричинило невдоволення вождеств фанті, які забажали від європейських країн право затвердити цю угоду. До цього додалося невдоволення забороною работоргівлі.
1868 року в м. Манкессім було утворено нову Конфедерацію Фанті, що оголосила себе союзником Великої Британії й ворогом Нідерландів і Данії. Було створено постійне військо у 15 тис. вояків. Впроваджено власну судову систему й оподаткування. Гарті IV, очільник конфедерації, звернувся до Ашанті задля укладання союзу проти зовнішніх ворогів. Проте британська дипломатія завадила цим намірам. Першочергово війська фанті атакували голландців, намагаючись завадити тим зайняти колишні британські форти. Спочатку голландців вибили з форту Коменда, але спроба захопити місто Ельміна була невдалою.
1871 року впроваджено Конституцію Конфедерації, що сприяла більш централізованому управлінню. Невдовзі один з її правителів (оманхене) Амфо Оту, що до того очолював армію фанті, поділив владу з Квасі Едо. 1872 року останній став одноосібним володарем.
Тривалі бої навколо Ельміни незабаром почали виснажувати ресурси держави. Бої з голландцями та данцями залишили північну частину Конфедерації, на кордоні з Ашанті, незахищеною, що спричинило невдоволення тамтешніх вождеств. Цим скористалися британці, які оголосили сплачувати мита і податки на право торгівлі, що спустошило скарбницю Конфедерації.
У 1872 році голландці продали свої володіння на Золотому березі британцям. В цей час Конфедерація Фанті вела запеклу війну проти імперії Ашанті. За цих умов британський губернатор запропонував гроші та військову допомогу в обмін на визнання протекторату Великої Британії. Ця пропозиція спричинило протиріччя в середині Конфедерації Фанті, з чого скористалися британські війська, які 1873 року арештували Квасі Едо та більшість вождів, розпустили Конфедерацію, встановивши тут свою владу.

## Устрій
Перша конфедерація фанті розглядається як параполісне утворення, що складалося з напівнезалежних вождеств (оманів) на чолі з верховним правителем (брафо). Його влада обмежувалося радою очільників вождіств. Основною одиницею був оман — утворення полісного типу. Існували молодіжні військові підрозділи на чолі з менсеросом.
Друга конфедерація являла собою військовий союз на чолі з верховним вождем (оманхене). Її устрій сформувався під впливом європейського законодавства. Європейці його називали король-президент. Далі йшла рада 7 верховних вождів. Нижче розташовувалася рада вождів усіх членів конфедерації. Після 1871 року — конфедерацію керував тріумвірат оманхене. Збиралися також загальні збори вільних фанті.

## Економіка
Основу становили рибальство й землеробство. Спочатку сільське господарство домінувало, але запозичення в європейців вітрил сприяло створенню рибальських флотилій і розвиненню вилову риби. Важливим напрямом була посередницька торгівля, оскільки фанті контролювали значну частину узбережжя. Торгували золотом, рабами, рибою, сіллю, харчами.